# Avenida Brigadeiro Faria Lima
A Avenida Brigadeiro Faria Lima é uma das mais importantes artérias da cidade de São Paulo. Principal centro financeiro do Brasil, destaca-se como um dos mais importantes centros comerciais e financeiros da cidade, ao lado do Centro, da Avenida Paulista e da região das avenidas Luís Carlos Berrini e Nações Unidas. Possui um dos metros quadrados mais caros do país, tendo, igualmente, o edifício mais caro do território nacional, o Faria Lima 3500, comprado por cerca de 1,5 bilhão de reais em 2023.
Seus frequentadores e moradores são chamados folcloricamente de faria limers.

## História

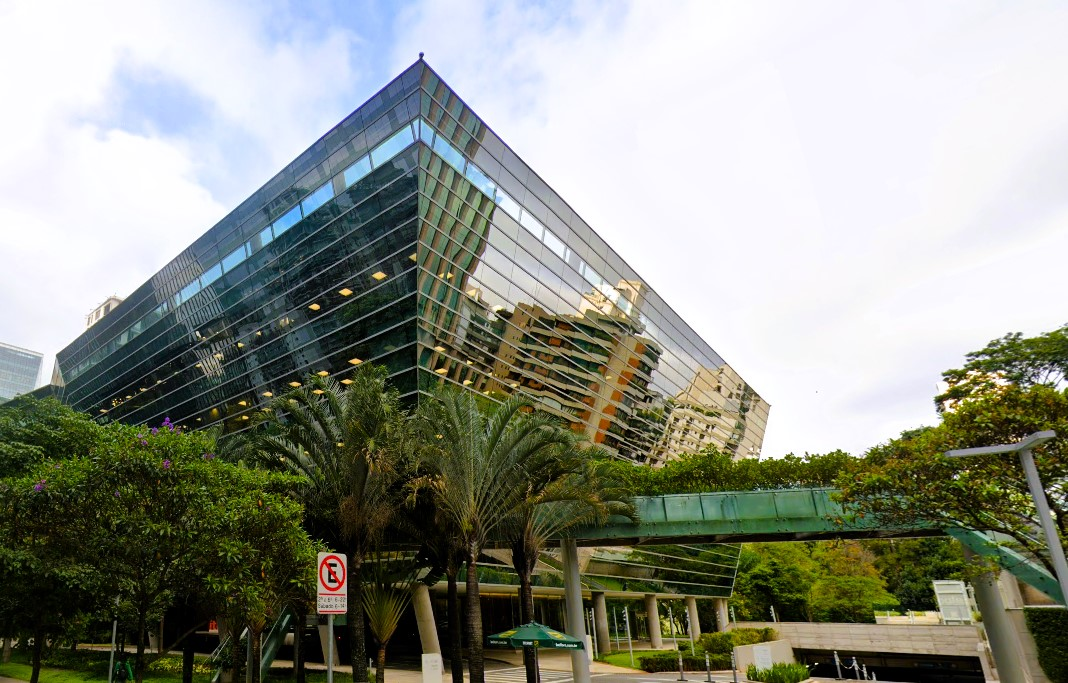
Edifício triplo A Faria Lima 3500, o prédio mais caro do país

A lei determinando a abertura da via foi promulgada em janeiro de 1968, prevendo uma ligação de cinco quilômetros entre os bairros de Pinheiros e Brooklin, mesmo sem a Prefeitura saber a quantidade de edifícios que deveriam ser desapropriados. Segundo a lei, a avenida começaria na Praça Roquete Pinto e seguiria até a atual Avenida dos Bandeirantes, seguindo pelas ruas Pedroso de Moraes, Coropés, Miguel Isasa e Martim Garcia, alcançando, a partir daí, a Rua Iguatemi após cruzar interiores de quarteirões. A lei também previa cruzamentos em desníveis com as avenidas Eusébio Matoso, Rebouças e Cidade Jardim, com o Córrego do Sapateiro e com a Rua Doutor Eduardo de Souza Aranha.
A avenida teve sua construção iniciada na segunda metade dos anos 1960, com o alargamento do trecho da rua Iguatemi compreendido entre o Largo da Batata, em Pinheiros, e o cruzamento com a Avenida Cidade Jardim, no Itaim Bibi (atual praça Luís Carlos Paraná), cruzando todo o bairro denominado Jardim Paulistano. As obras foram iniciadas na gestão do prefeito José Vicente Faria Lima e obrigaram a demolição de cem prédios. Com a morte deste, em 1969, a nova artéria, que se chamaria Radial Oeste, recebeu o seu nome, oficializado quando da inauguração do trecho duplicado da avenida, em 28 de abril de 1970 — a primeira pista já havia sido entregue ao tráfego no fim de 1969.
José Eduardo, filho de Faria Lima, participou da cerimônia, descerrando uma placa de bronze. Em seu discurso, o prefeito Paulo Maluf elogiou o homenageado: "Faria Lima não nasceu em São Paulo, mas deu sua vida em holocausto a esta capital. Esta homenagem, que ora prestamos ao saudoso administrador, era o mínimo que a Prefeitura Municipal poderia fazer pela sua memória. Ela deverá lembrar, às gerações futuras, a figura marcante que foi o Brigadeiro."
Com o atraso da entrega e o aumento dos custos, as informações constantes de uma placa conjunta do Governo Abreu Sodré e da Prefeitura foram alteradas com tinta branca. Maluf brincou com o atraso em seu discurso, dizendo que poderia ter sido escrito um livro sobre a obra, com o título "Odisseia da Construção de uma Avenida". Poucos minutos após a nova via ser aberta, operários começaram a quebrar o asfalto na esquina com a Avenida Cidade Jardim, em busca das tampas de ferro das galerias subterrâneas, cobertas durante o asfaltamento, promovido às pressas.

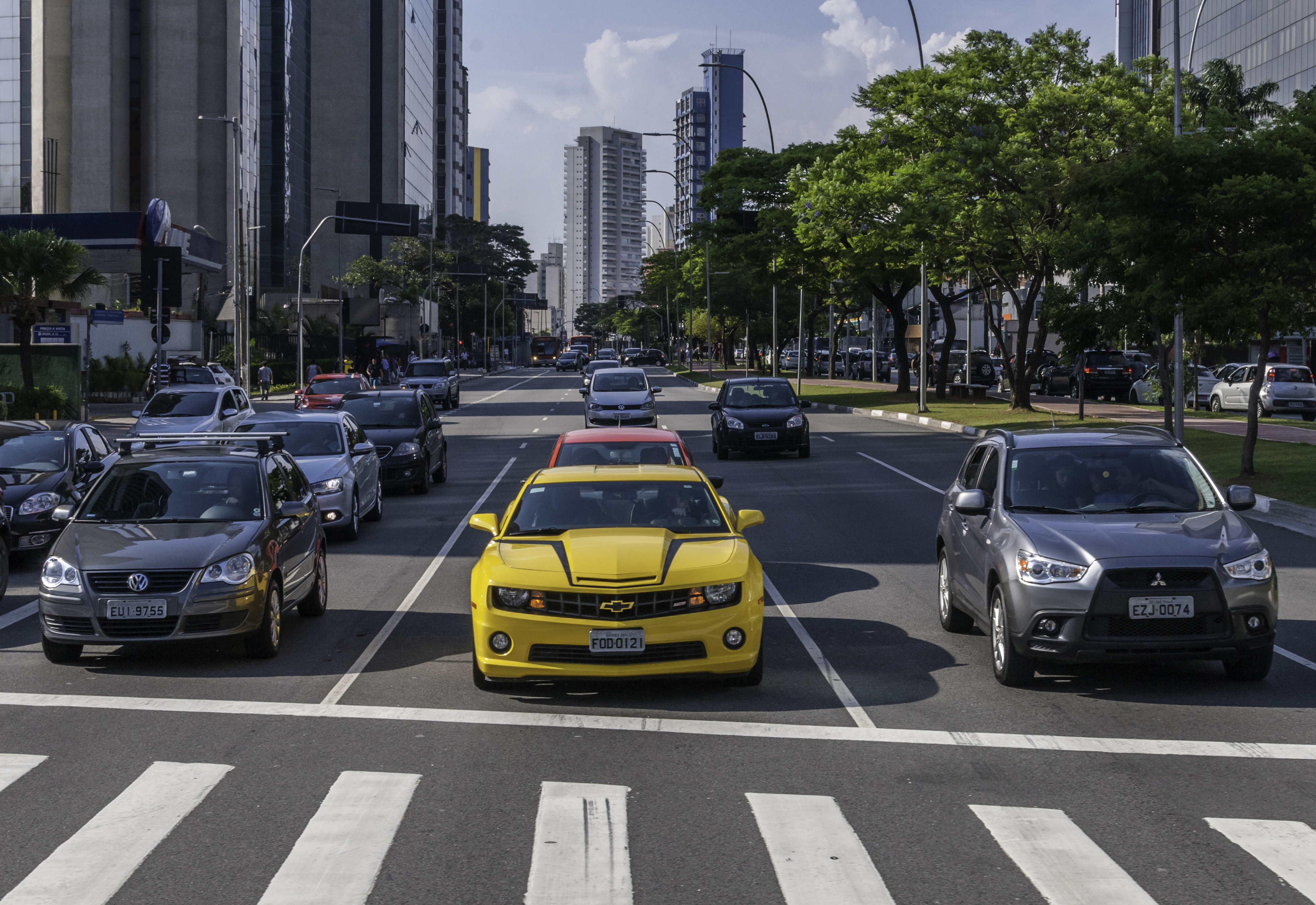
Carros de luxo na Faria Lima

Além disso, em frente ao Shopping Center Iguatemi haviam sido fechados buracos cujas obras não estavam prontas, que teriam de ser abertos novamente. "Em poucos dias, irão reabri-los, mas, então, a inauguração já terá passado", contou um morador da região ouvido por O Estado de S. Paulo. O jornal, entretanto, destacou os aspectos positivos da avenida, considerada "muito boa", como a marcação das faixas em relevo, faixas de pedestres (embora nenhuma delas com semáforo) e iluminação feita por postes altos, com luz de mercúrio. Os dois únicos semáforos da avenida inteira ficavam no início (à época, a Avenida Cidade Jardim) e no fim (à época, a Avenida Rebouças).
Na inauguração, Maluf já falou sobre os planos de prolongamento: de um lado, até as proximidades do CEASA, correndo em paralelo à Avenida Pedroso de Morais; de outro, em diagonal rumo ao Córrego da Traição (atual Avenida dos Bandeirantes), que era previsto no projeto original. Esse último prolongamento, entretanto, já estava descartado, porque o prefeito pretendia entregar em breve a pista da marginal esquerda do Rio Pinheiros.
O projeto ainda previa um "canteiro-balão" entre a Rua Tucumã e a Avenida Cidade Jardim, em formato de "v", para a construção de um "parque-estacionamento" com capacidade para sessenta veículos e largura máxima de sete metros. A largura da avenida variava de quarenta metros, na altura da Alameda Gabriel Monteiro da Silva, a sessenta metros, no cruzamento com a Avenida Cidade Jardim.

Já no início da década de 1970, teve início a construção de inúmeros edifícios comerciais que romperam com a antiga paisagem residencial arborizada do Jardim Paulistano, e que caracterizariam a avenida como uma espécie de "segunda Avenida Paulista", dada a semelhança entre seus skylines. Desde essa época, já existia a expectativa de ampliação da avenida no sentido sul: em 1972, essa ampliação avançou os primeiros quarteirões após a Avenida Cidade Jardim, entre as ruas Amauri e Jorge Coelho, mas a obra parou ali e, dois anos depois, os moradores da região já se preocupavam com uma eventual desapropriação que parecia nunca sair do papel. Em 1974, o prolongamento era tratado como prioridade da Prefeitura, para ligar a avenida (e, consequentemente, os bairros da zona oeste) à Avenida Santo Amaro, por meio da Avenida Juscelino Kubitschek, cujas obras de construção estavam sendo finalizadas juntamente com a canalização do Córrego do Sapateiro, que passa por baixo dela.

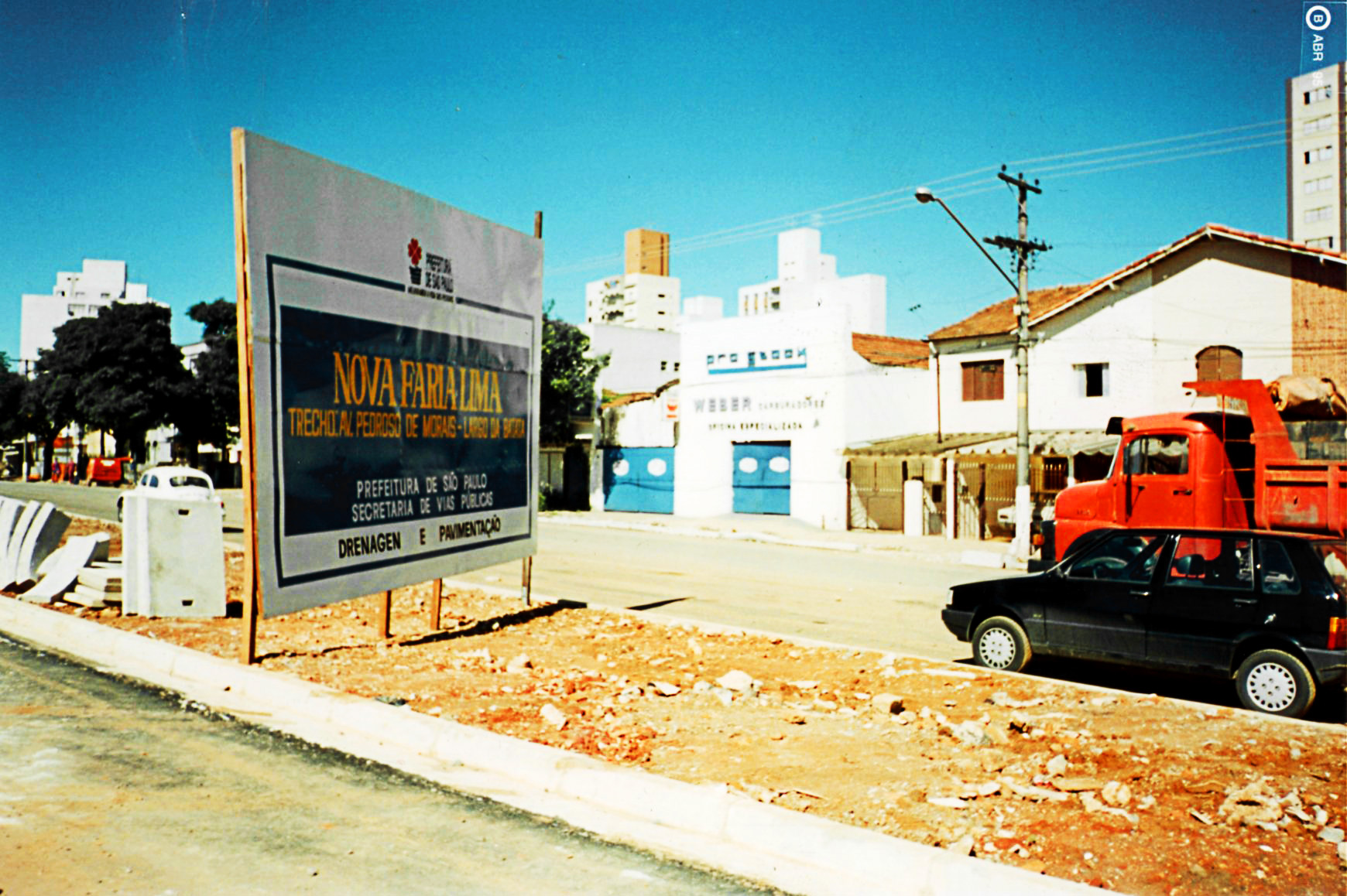
Obras na via em 1995

Entretanto, esse prolongamento levaria mais de vinte anos para ser concluído. Na década de 1990, Maluf, novamente ocupando o cargo de prefeito, promoveu a extensão da avenida em suas duas extremidades: entre o Largo da Batata e a Avenida Pedroso de Moraes (alargando a antiga rua Miguel Isasa), e entre as avenidas Cidade Jardim e Hélio Pellegrino (já na Vila Olímpia), alargando pequenas ruas residenciais do Itaim Bibi. O traçado originalmente projetado passaria pela Rua Elvira Ferraz, causando a demolição de vários imóveis, porém a pressão da associação de moradores do bairro fez com que a Prefeitura optasse por um novo traçado. Depois, esse traçado seria alterado para o que acabou efetivamente sendo construído.
A inauguração do novo trecho de Pinheiros, com 1,38 quilômetro, até a Avenida Pedroso de Moraes, deu-se em 23 de outubro de 1995, embora ele tenha sido mantido no início com os nomes de Rua Corupés e Rua Miguel Isasa, por depender ainda de uma mudança nos cadastros dos imóveis que não foram demolidos e ainda ocupavam o que agora era a Avenida Brigadeiro Faria Lima. A construção desse trecho custou cerca de quatro milhões de reais e foram desapropriados 107 imóveis para a obra, causando protesto entre os donos desses imóveis. O trecho do Itaim estava, então, previsto para ser entregue entre março e maio de 1996, embora a Prefeitura tivesse a intenção de antecipá-lo para janeiro.
Em 25 de maio de 2010, foi inaugurada a Estação Faria Lima, da Linha 4-Amarela do metrô. Ela foi, juntamente com a Estação Paulista, uma das primeiras da linha a ser inauguradas. Está situada na Avenida Brigadeiro Faria Lima, na altura do Largo da Batata.

## Atrações

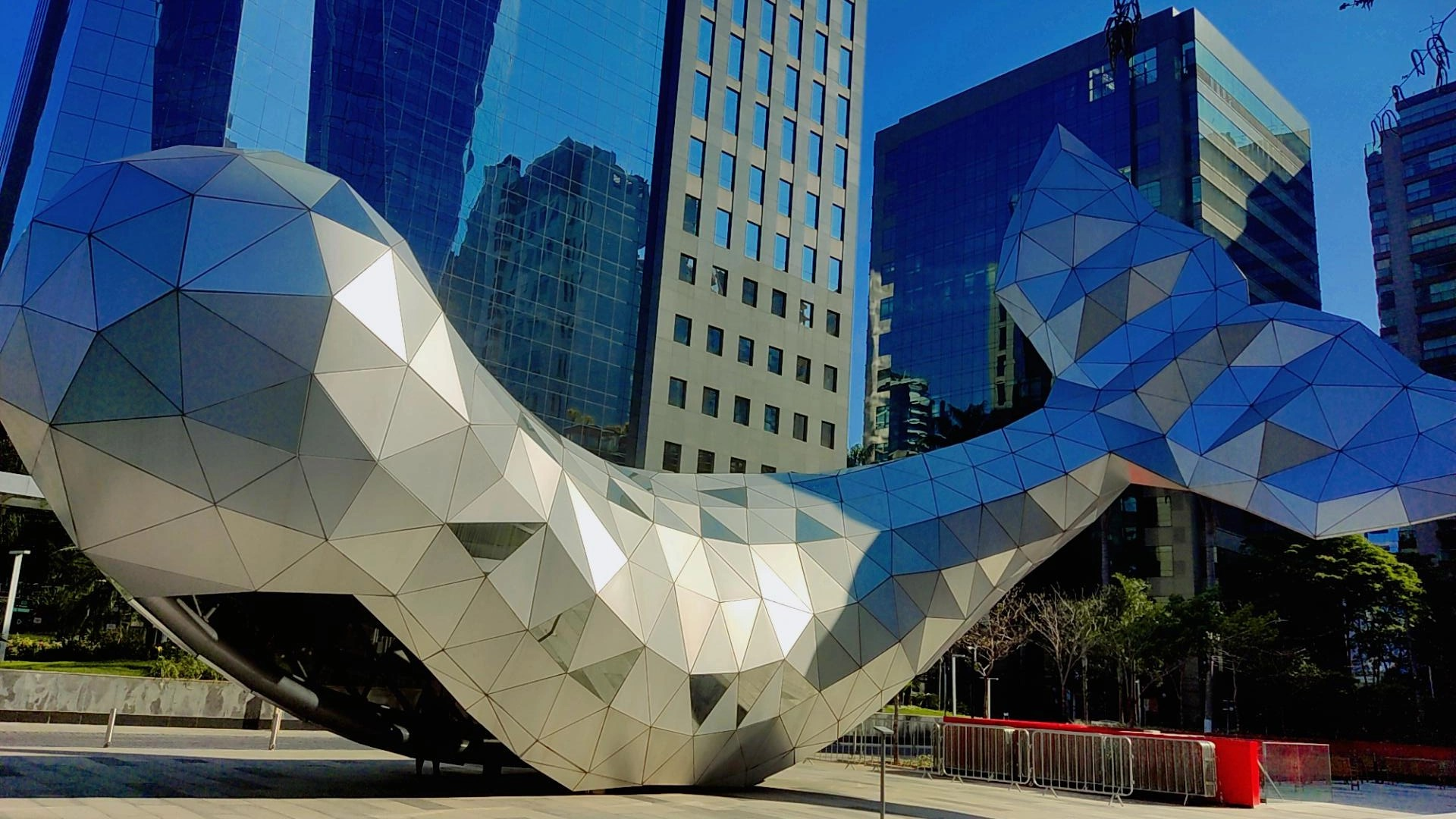
Escultura de baleia no edifício Birmann 32

Na Avenida Faria Lima, estão localizadas importantes atrações paulistanas, tais como:
- O Shopping Iguatemi, shopping center pioneiro no Brasil, em 1966.
- O Museu da Casa Brasileira.
- O Esporte Clube Pinheiros.
- O Edifício Dacon, com seu formato cilíndrico, um dos mais famosos de São Paulo.
- Inúmeros bares e pontos de agitação noturna, localizados principalmente nas extremidades da avenida.
- Nas proximidades da Estação Faria Lima do Metrô (Linha 4–Amarela) está a sede do Conselho Regional de Engenharia, Arquitetura e Agronomia do Estado de São Paulo.

Nos arredores da avenida, encontram-se também outros importantes pontos de visitação da cidade, tais como o Shopping Eldorado, localizado próximo à Estação Hebraica-Rebouças do Trem Metropolitano (Linha 9–Esmeralda), e os luxuosos restaurantes e hotéis da região próxima aos cruzamentos com as avenidas Cidade Jardim e Juscelino Kubitschek.

## Expressão Faria Limer
A expressão "Faria Limer" (/fa.ˈɾjɐ ˈli.meɾ/; ou, utilizando-se de um anglicismo, /fa.ˈɾjɐ ˈlaɪ.meɾ/) é um termo que surgiu no Brasil para descrever, de forma irônica e caricatural, um grupo de pessoas associadas ao mercado financeiro e ao estilo de vida corporativo. O nome faz referência à Avenida, que é um dos principais centros financeiros e empresariais do país. A avenida abriga sedes de bancos, fundos de investimento, startups e empresas de tecnologia, consolidando-se como um símbolo do capitalismo moderno no Brasil.
O termo começou a ganhar popularidade por volta de 2019, especialmente nas redes sociais, como Twitter e Instagram, onde foi amplamente utilizado em memes e postagens humorísticas. Embora não haja um consenso sobre quem cunhou a expressão, ela foi amplificada por páginas de humor como a famosa "Faria Lima Elevator", que satiriza o cotidiano do mercado financeiro. A expressão "Faria Limer" rapidamente se tornou uma forma de identificar profissionais jovens, geralmente da área de finanças, tecnologia ou empreendedorismo, que trabalham na região da Faria Lima e compartilham um estilo de vida específico.
Entre as características associadas ao "Faria Limer" estão o uso de roupas sociais de marcas caras, como camisas Hugo Boss e mochilas de grife, a obsessão por investimentos e criptomoedas, o consumo de cafés especiais e a prática de esportes como corrida e ciclismo. O "Faria Limer" é frequentemente retratado como alguém que valoriza o sucesso profissional, o networking e o consumo de luxo, sendo uma caricatura do jovem urbano que busca ascensão social e financeira.
Além de seu uso no humor, o termo "Faria Limer" também foi apropriado no discurso político e econômico. Durante o governo de Jair Bolsonaro (2019-2022), a expressão foi usada para descrever a base de apoio do então ministro da Economia, Paulo Guedes, que era visto como um representante dos interesses do mercado financeiro. Em debates políticos, "Faria Limer" passou a ser utilizado de forma crítica para se referir a uma elite econômica que, supostamente, estaria desconectada das realidades sociais do país. O termo foi associado a uma visão neoliberal, focada em privatizações, redução do papel do Estado e políticas voltadas para o crescimento econômico, muitas vezes em detrimento de questões sociais.
Por outro lado, no próprio mercado financeiro, o termo foi adotado de forma irônica por alguns profissionais, que passaram a utilizá-lo como uma espécie de identidade cultural. Jovens investidores e empreendedores começaram a se autodenominar "Faria Limers" como uma forma de abraçar o estereótipo e reforçar sua conexão com o universo financeiro. Essa apropriação do termo reflete a capacidade do mercado de transformar críticas em símbolos de pertencimento.
Culturalmente, o "Faria Limer" transcendeu seu contexto original e passou a ser utilizado na cultura geral como uma forma de descrever comportamentos e estilos de vida associados ao sucesso profissional e ao consumo de luxo. A expressão se tornou um símbolo de uma geração de jovens urbanos que buscam ascensão social e financeira, muitas vezes retratada de forma humorística ou crítica. Na cultura pop, o "Faria Limer" foi incorporado em memes, vídeos e até mesmo em campanhas publicitárias, consolidando-se como um arquétipo do profissional moderno.
Apesar de seu tom humorístico, a expressão também gerou reflexões sobre desigualdade social e a cultura do trabalho no Brasil. Críticos apontam que o "Faria Limer" representa uma elite econômica que, muitas vezes, está desconectada das dificuldades enfrentadas pela maior parte da população brasileira. Além disso, o estilo de vida associado ao "Faria Limer" foi questionado por reforçar uma cultura de trabalho excessivo e consumo ostentatório. Por outro lado, defensores do termo argumentam que ele celebra o empreendedorismo e a busca por inovação, características que são fundamentais para o desenvolvimento econômico do país.